# Ален Конн
Ален Конн (народився 1 квітня 1947 року) — французький математик, професор Колеж де Франс, IHES і Університету Вандербільта.

## Робота
Ален Конн є одним з провідних фахівців з операторної алгебри. У своїй ранній роботі з алгебр фон Неймана в 1970-х роках, йому вдалося отримати майже повну класифікацію ін'єктивних факторів. Слідом за цим він вніс свій внесок в K-теорію операторів і теорію індексу, який завершився гіпотезою Баума-Конна. Він також представив циклічні когомології на початку 1980-х як перший крок у дослідженні некомутативної диференціальної геометрії.
Конн застосував свої роботи в математиці і теоретичній фізиці, включаючи області теорії чисел, диференціальної геометрії і фізики елементарних частинок.

## Нагороди та почесні звання
Конн був нагороджений Філдсівською премією в 1982 році, премією Крафорда в 2001 і золотою медаллю CNRS у 2004 році. Він є членом Французької академії наук і кількох іноземних академій і товариств, у тому числі Королівської данської академії наук і літератури, Норвезької академії наук і літератури, Російської Академії наук і американської Національної академії наук.